# Festuca pseudoeskia
Festuca pseudoeskia är en gräsart som beskrevs av Pierre Edmond Boissier. Festuca pseudoeskia ingår i släktet svinglar, och familjen gräs. Inga underarter finns listade i Catalogue of Life.